# تخت پادشاهی

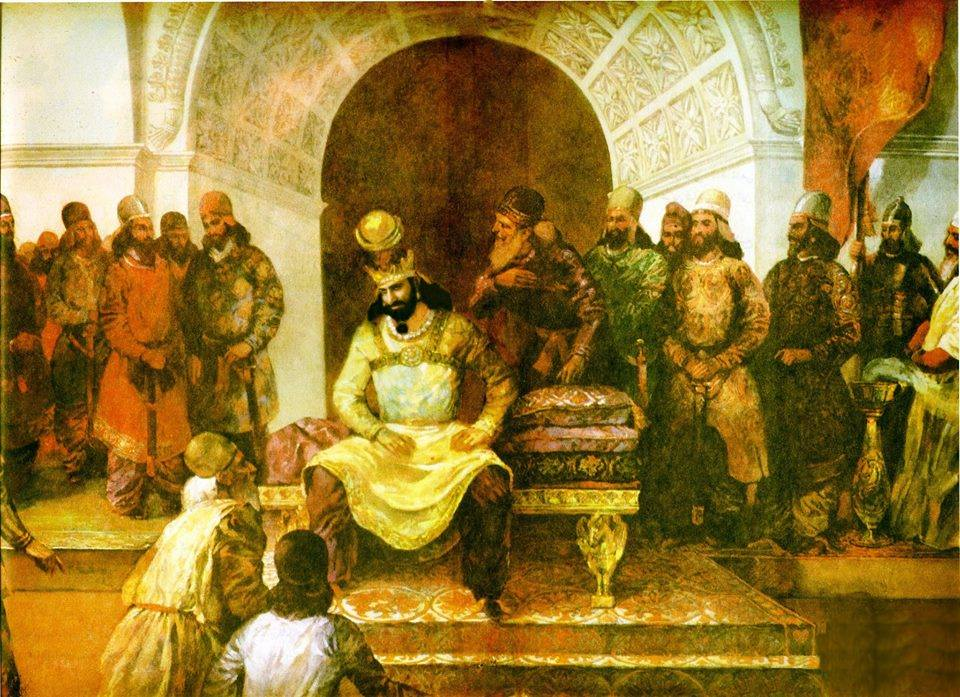
نگاره‌ای از خسرو انوشیروان نشسته بر تخت شاهنشاهی ساسانی و حاضر در مناظره بزرگان با مزدکیان

تخت پادشاهی یا تخت سلطنت، نشستن‌جای ویژه فرمانروایان در طول تاریخ بوده است که نشسته بر روی آن حکومت می‌کردند. تخت پادشاهی نیز همانند تاج پادشاهی از دیرباز جایگاهی نمادین یافته؛ آنچنان که گاهی واژه «تخت سلطنت» یا «تاج و تخت» برای اشاره به اصل حکومت و سلطنت نیز به کار می‌رود.
واژگانی چون اورنگ پادشاهی، سریر پادشاهی و اریکه سلطنت نیز با همین معنا به کار می‌روند. 

## نگارخانه

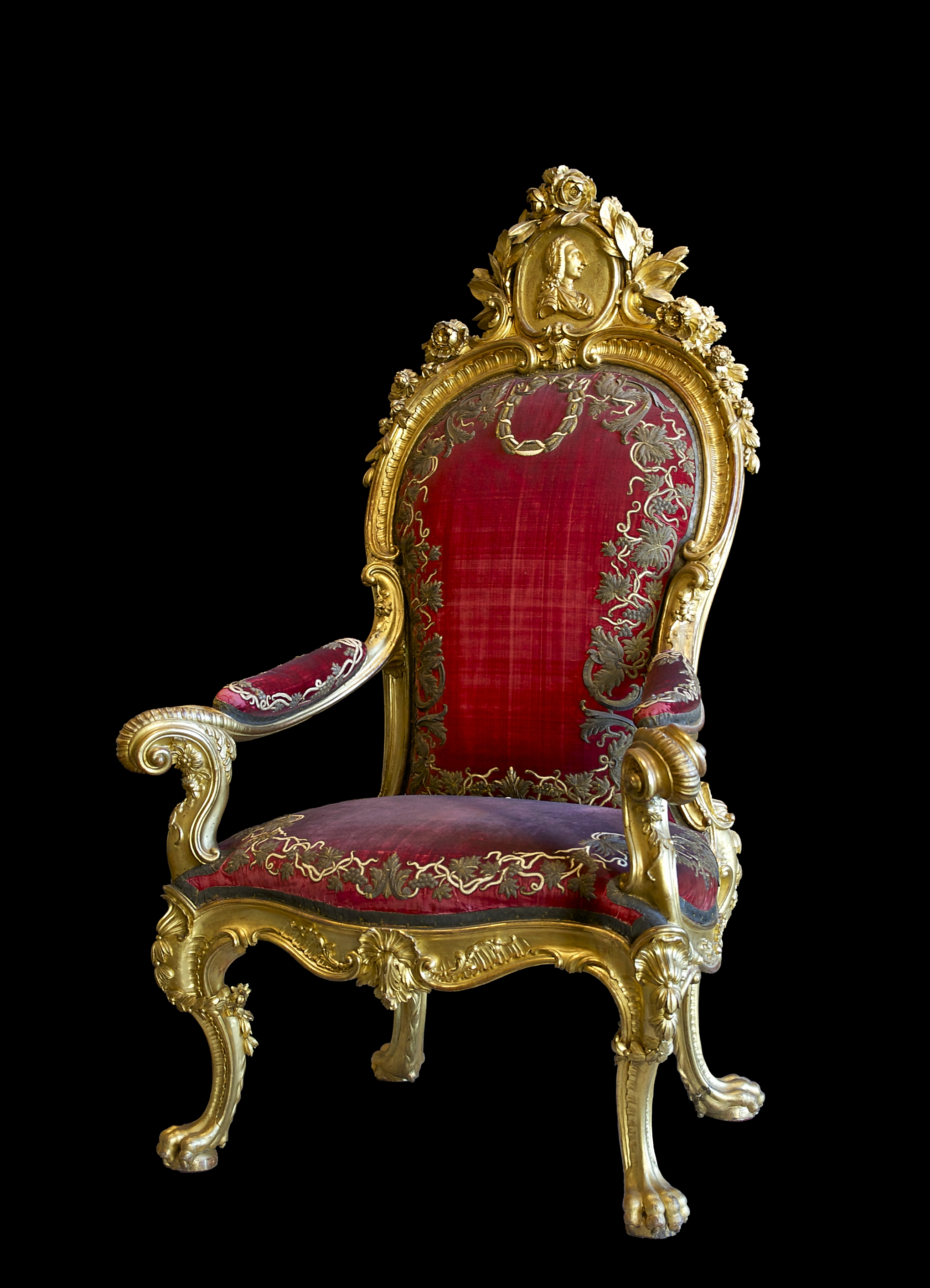
تخت پادشاهی کارلوس سوم اسپانیا
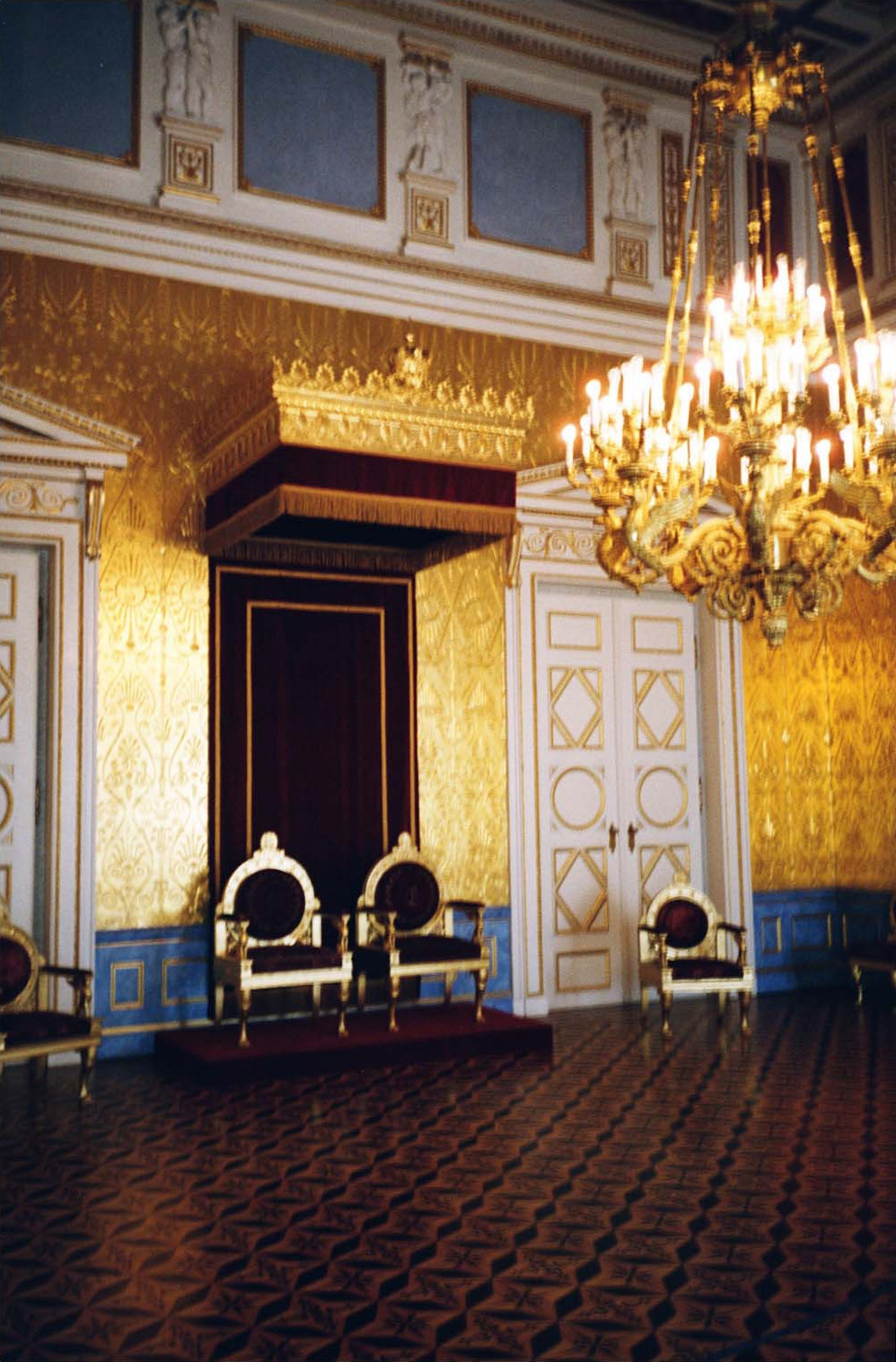
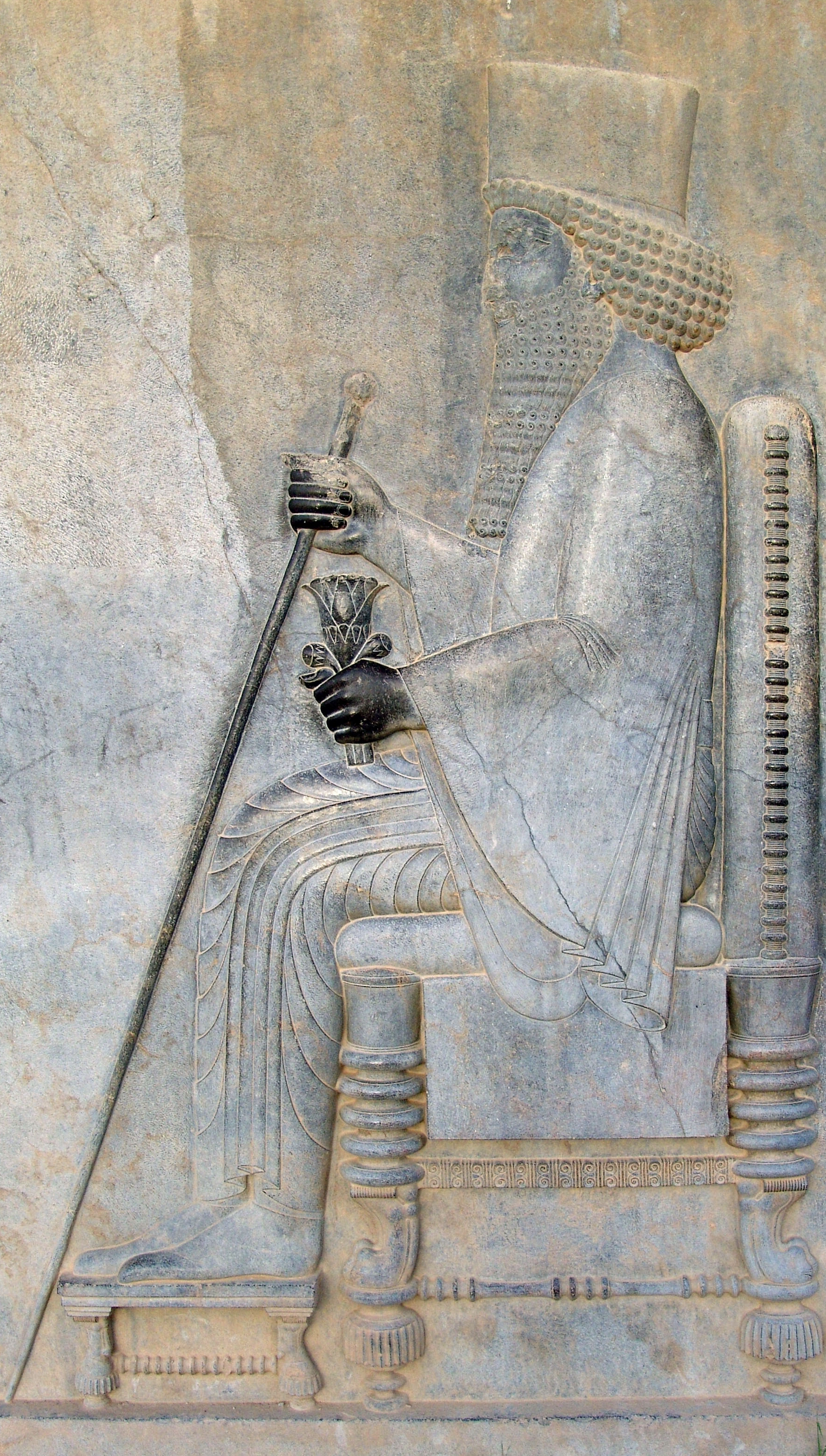
داریوش بزرگ بر تخت شاهنشاهی هخامنشی
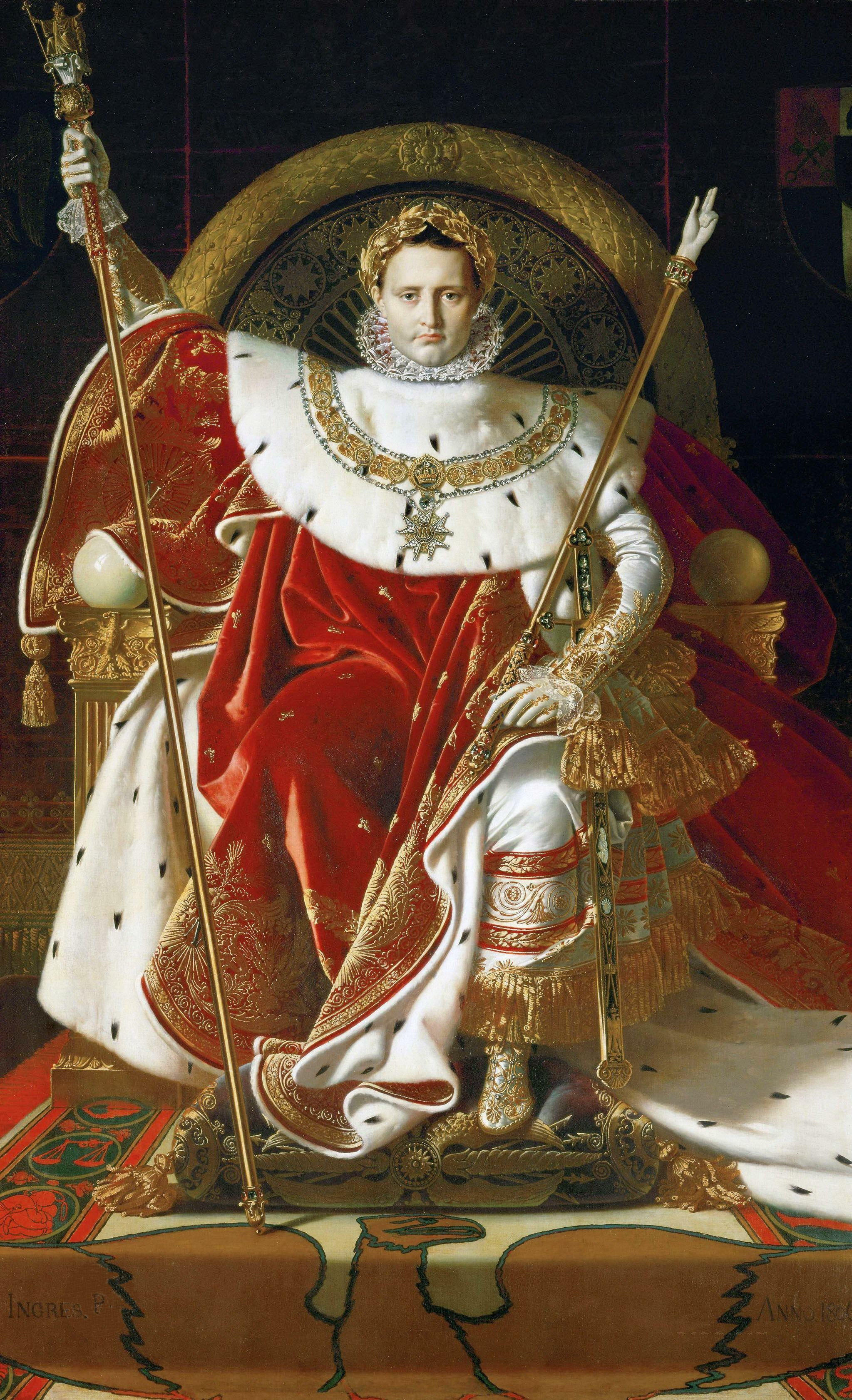
ناپلئون بناپارت نشسته بر تخت امپراتوری یکم فرانسه در روز تاج‌گذاری‌اش.
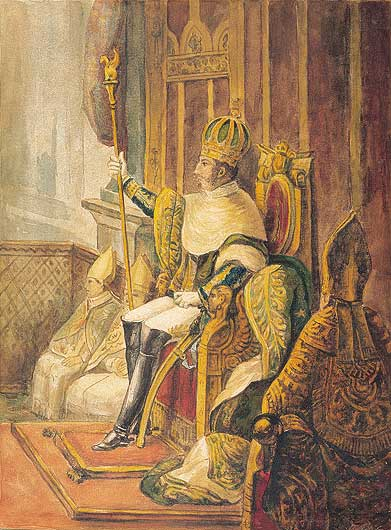
تخت پدروی یکم امپراتور برزیل
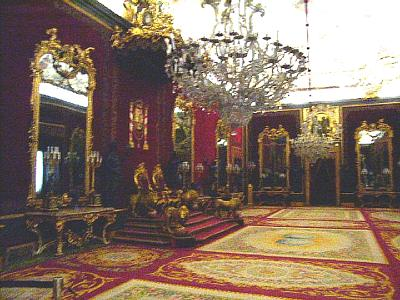
تاج و تخت پادشاه و ملکه اسپانیا
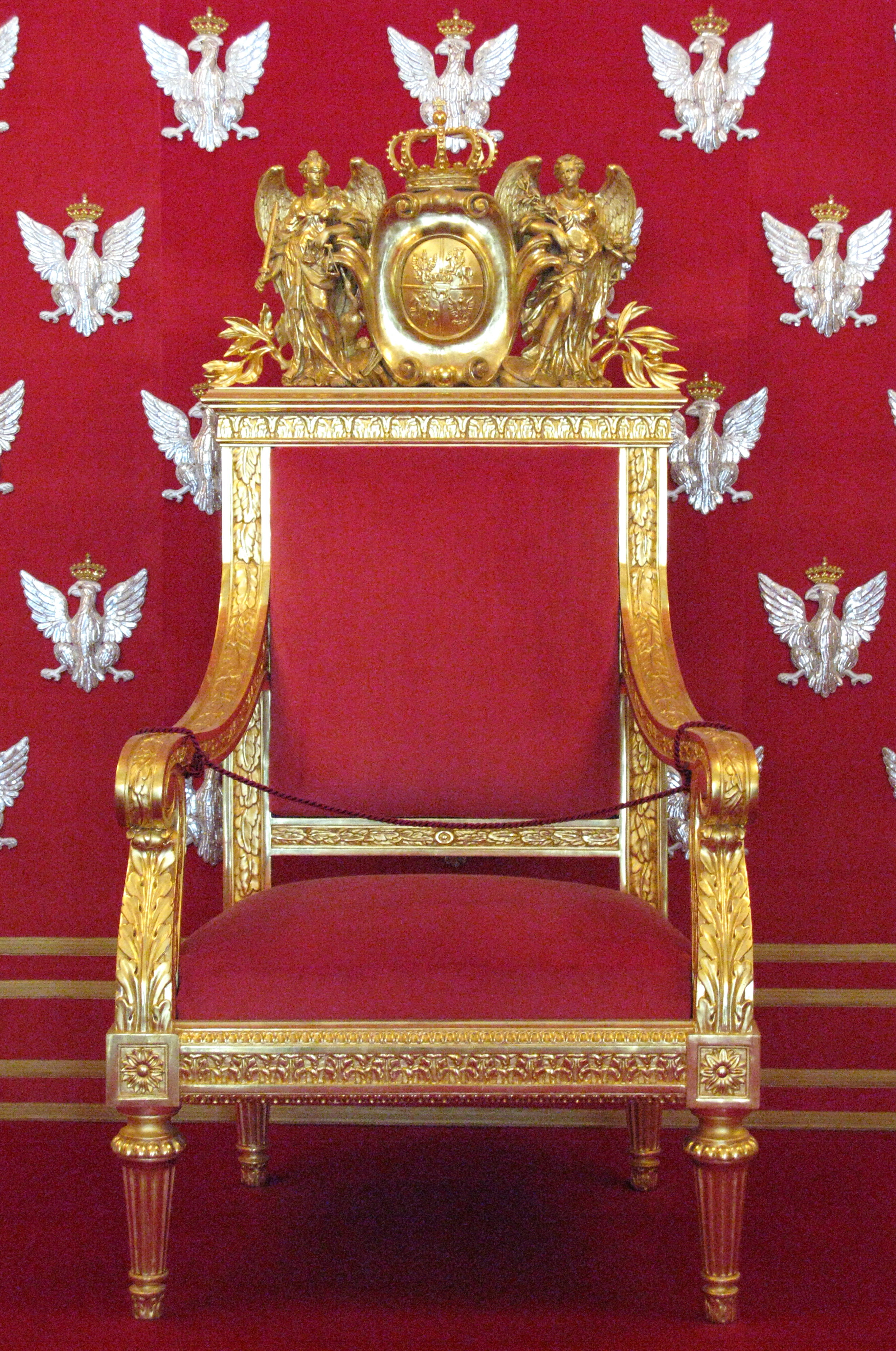
تاج و تخت پادشاه لهستان استانیسلاو آگوست پونیاتوفسکی
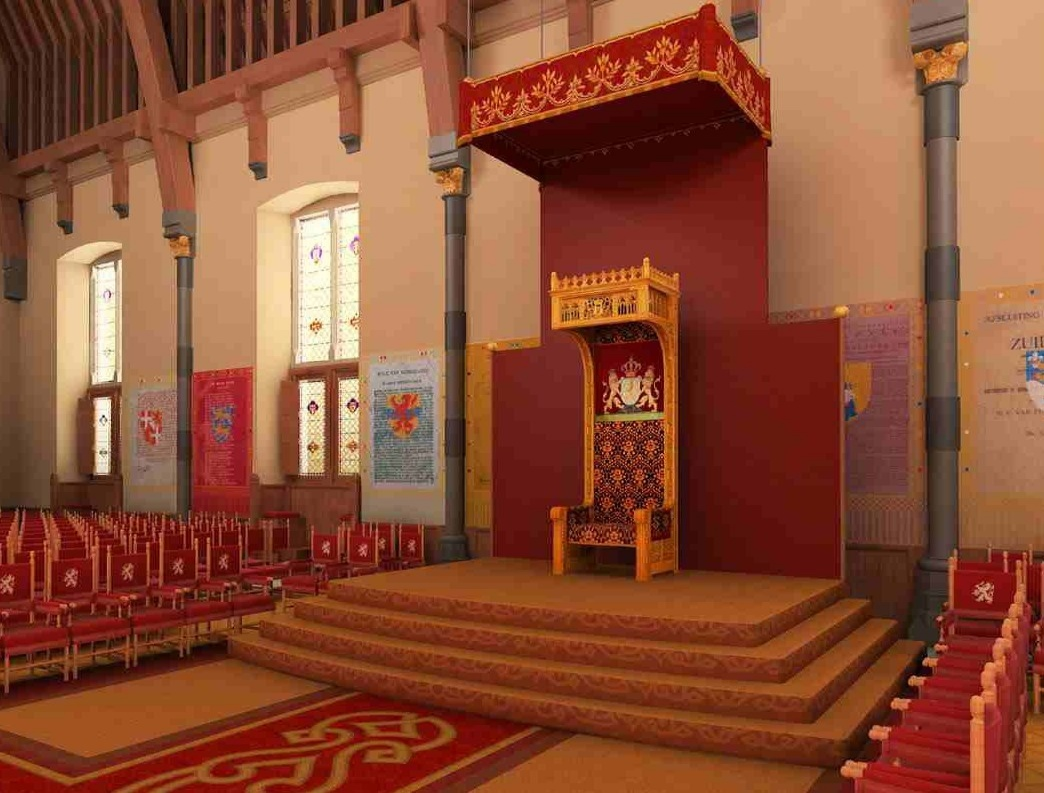
تخت پادشاهی هلند